# Bruno Miranda
Bruno Miranda Villagomez (ur. 10 lutego 1998 w Santa Cruz) – boliwijski piłkarz występujący na pozycji napastnika, reprezentant Boliwii, od 2024 roku zawodnik The Strongest.